# Голиевская, Ия Ильинична
Ия Ильинична Голиевская (Вилиткевич) (22 июня 1925 года, село Усть-Чарыш Алтайский край — 31 декабря 2011 года) — советский сержант-снайпер, участник Великой Отечественной войны, награждена орденами и медалями (в наградных документах — Галиевская). 
В годы войны лично уничтожила 76 немецких солдат и офицеров и вынесла с поля боя 18 советских бойцов с их оружием.

## Биография
Ия Ильинична родилась 22 июня 1925 года в селе Усть-Чарыш Алтайского края, до войны жила в городе Златоусте Челябинской области, где окончила десять классов средней школы. Когда началась Великая Отечественная война Ие Голиевской было шестнадцать лет, работала на машиностроительном заводе и одновременно занималась на курсах стрелковой подготовки. В семнадцать лет И. И. Голиевская 15 декабря 1942 года добровольно вступила в ряды Красной Армии, затем Ия Ильинична в городе Подольске окончила Центральную женскую школу снайперской подготовки. Служила в 69-м Гвардейском стрелковом полку (21-я гвардейская Невельская стрелковая дивизия, 3-я Ударная армия). С 10 мая 1943 года была на Калининском фронте, где открыла свой снайперский счёт (9 августа 1943 года). Первую свою боевую награду медаль «За отвагу» Ия Ильинична Голиевская — снайпер 3-го стрелкового батальона 69-го Гвардейского стрелкового полка (21-я гвардейская стрелковая дивизия, 2-й Прибалтийский фронт) получила 16 ноября 1943 года за уничтожение двадцати немецких солдат и офицеров. В декабре 1943 года Ия Ильинична была тяжело ранена. В начале 1944 года Ия Ильинична уничтожила тридцать два немецких солдат и офицеров, в октябре 1944 года — 63 солдат и офицеров противника, награждена орденами Славы 3-й степени и Отечественной войны 2-й степени, в мае 1945 года была награждена орденом Славы 2-й степени за уничтожение 76 фашистских солдат и офицеров, а в 1985 году награждена орденом Отечественной войны 1-й степени. Великую Победу Ия Ильинична Голиевская встретила в Берлине, там же она познакомилась со своим будущем супругом — Михаилом Антоновичем Вилиткевич.
После войны, в 1946 году поступила в Московский учительский институт. После окончания института проработала около сорока лет учителем русского языка: в начале в Московской школе № 615, затем работала в школе № 8 и лицее № 4 города Красногорска.
Скончалась Ия Ильинична 31 декабря 2011 года.

## Награды
- Орден Отечественной войны 1-й степени;
- Орден Отечественной войны 2-й степени;
- Орден Славы 2-й степени;
- Орден Славы 3-й степени;
- Медаль «За отвагу».